# Osmoprotetor
Os osmoprotectores ou solutos compatíveis são pequenas moléculas que actuam como osmólitos e ajudam os organismos a sobreviver ao stress osmótico extremo. Em plantas, a acumulação destas substancias pode aumentar o índice de sobrevivência durante stresses como a seca. Exemplos de solutos compatíveis são as betaínas, aminoácidos e o açúcar trealose. Estas moléculas acumulam-se nas células e equilibram a diferença osmótica entre o meio que rodeia a célula e o citosol. Em casos extremos, como nos rotíferos bdeloídeos, tardígrados, artemias e nematódeos, estas moléculas podem permitir que as células sobrevivam apesar de ficarem completamente desecadas e permitem que entrem num estado de animação suspensa chamado criptobiose. Neste estado o citosol e os osmoprotectores convertem-se num sólido parecido com o cristal que ajuda a estabilizar as proteínas e membranas celulares antes dos efeitos nocivos do desecamento.
Os solutos compatíveis desempenham também um papel protector na manutenção da actividade enzimática através dos ciclos de congelação-fusão e a temperaturas mais elevadas. As suas acções específicas são desconhecidas, mas acredita-se que estão preferencialmente excluídos da interface das proteínas devido à sua propensão para formar estruturas na água.

## Função dos osmoprotectores
Os choques abióticos (ou stresses) são em conjunto responsáveis pela perda de colheitas agrícolas em todo mundo. Entre vários stresses abióticos, a seca e a salinidade são os mais destrutivos. Os seres vivos adoptaram diferentes estratégias para enfrentar estes choques. Como são caracteres complexos, as estratégias de cruzamento tradicional tiveram menos sucesso em melhorar a tolerância ante o stress causado pela salinidade e seca. A função dos solutos compatíveis nos stresses por salinidade e seca foram amplamente estudados. A nível fisiológico, o ajuste osmótico é um mecanismo adaptativo implicado na tolerância à seca ou salinidade e permite a manutenção da pressão de turgência sob condições de stress. Existem cada vez mais evidências em estudos in vivo e in vitro que implicam estratégias fisiolóxicas, bioquímicas, genéticas assim como estratégias moleculares que sugerem fortemente que os osmólitos como os compostos de amónio (poliaminas, glicina betaína, beta-alanina betaína, dimetil-sulfonio propionato e colina-O-sulfato), açúcares e açúcares-álcool (fructano, trealose, manitol, d-ononitol e sorbitol) e aminoácidos (prolina e ectoína) realizam importantes funções no ajuste das plantas ante os choques por salinidade e seca e desintoxicam os efeitos adversos das espécies reactivas do oxigénio. É necessária uma melhor compreensão destes dois conjuntos de parâmetros para desenvolver medidas para aliviar os impactos nocivos destes stresses.